# Bells and Pomegranates

Bells and Pomegranates (Clochettes et Grenades) est un recueil de poèmes de Robert Browning, publié entre 1841 et 1846. Composé de huit « numéros », le recueil comprend de nombreux monologues et pièces dramatiques célèbres tels que Pippa Passes. 
Particulièrement notables sont les monologues dramatiques de l'ensemble formé par Dramatic Lyrics (n° III), qui comprend en particulier Porphyria's Lover, Soliloquy of the Spanish Cloister, My Last Duchess, The Pied Piper of Hamelin (« Le Joueur de pipeau d'Hamelin »), ou encore Johannes Agricola in Meditation. 

## Contexte
Le premier voyage en Italie de Robert Browning, entrepris en 1838, le conduit à Venise et inspire Pippa Passes (« Pippa qui passe »), introduction à une série de « Pamphlets » rassemblés sous le titre général Bells and Pomegranates (« Clochettes et Grenades ») et publié en 1840. Pippa Passes et les volumes Dramatic Lyrics (« Poèmes lyrico-dramatiques »), paru d'abord en 1842, et Dramatic Romances and Lyrics (« Romances dramatiques et Poèmes lyriques ») de 1845, représentent le premier corpus de poèmes qu'on lit pour leur lyrisme et leur félicité d'expression. À ce titre, ils figurent toujours au palmarès du poète.

## Titre
Le titre du poème, Bells and Pomegranates, évoque un symbole rabbinique, par lequel Robert Browning souhaitait exprimer l'alternance entre musique et discours, sonorité et signification, poésie et pensée.

## Contenu
- Bells and Pomegranates (« Clochettes et grenades »), No. I, « Pippa Passes » (« Pippa passe ») (pièce) (1841)
- Bells and Pomegranates, No. II, King Victor and King Charles (« Le Roi Victor et le roi Charles ») (pièce) (1842)
- Bells and Pomegranates, No. III, Dramatic Lyrics (« Poèmes dramatiques ») (1842)
  - Porphyria's Lover (L'Amant de Porphyria)
  - Soliloquy of the Spanish Cloister (« Soliloque du cloître espagnol »)
  - My Last Duchess (« Ma dernière duchesse »)
  - The Pied Piper of Hamelin (« Le Joueur de pipeau d'Hamelin »)
  - Johannes Agricola in Meditation (« Johannes Agricola médite »)
- Bells and Pomegranates, No. IV, The Return of the Druses (« Le Retour des Druses ») (pièce) (1843)
- Bells and Pomegranates No. V, A Blot in the Scutcheon (pièce) (1843) (« Une Tache sur l'écusson »)
- Bells and Pomegranates No. VI, Colombe's Birthday (« L'Anniversaire de Colombe ») (pièce) (1844)
- Bells and Pomegranates No. VII, Dramatic Romances and Lyrics (« Poèmes et récits dramatiques ») (1845)
  - The Laboratory (« Le Laboratoire »)
  - How They Brought the Good News from Ghent to Aix (« Comment ils apportèrent la bonne nouvelle de Gand à Aix »)
  - The Bishop Orders His Tomb at Saint Praxed's Church (« L'Évêque commande sa tombe à l'église de Saint Praxed »)
- Bells and Pomegranates, No. VIII, Luria et The Soul's Tragedy (« La Tragédie de l'âme ») (pièces) (1846)